# Jevgenij Tatarskij
Jevgenij Tatarskij (russisk: Евге́ний Ма́ркович Тата́рский) (født 10. september 1938 i Sankt Petersborg i Sovjetunionen, død 23. februar 2015 i Sankt Petersborg i Rusland) var en sovjetisk filminstruktør og manuskriptforfatter.

## Filmografi
- Klub samoubijts, ili Prikljutjenija titulovannoj osoby (Клуб самоубийц, или Приключения титулованной особы, 1981)[1][2]
- Prezumptsija nevinovnosti (Презумпция невиновности, 1988)
- Tjuremnyj romans (Тюремный романс, 1993)